# Tennistoernooi van Eastbourne 2021
|                                           |  |                                       |
| Jeļena Ostapenko, winnares bij de vrouwen |  | Alex de Minaur, winnaar bij de mannen |

Het tennistoernooi van Eastbourne van 2021 werd van maandag 21 tot en met zaterdag 26 juni 2021 gespeeld op de grasbanen van de Devonshire Park Lawn Tennis Club in de Engelse kustplaats Eastbourne. De officiële naam van het toernooi was Viking International Eastbourne. Op maandag 21 juni werd niet gespeeld, als gevolg van onophoudelijke regen.
Het toernooi bestond uit twee delen:
- WTA-toernooi van Eastbourne 2021, het toernooi voor de vrouwen
- ATP-toernooi van Eastbourne 2021, het toernooi voor de mannen

## Toernooikalender
| Eastbourne        | juni 2021 | juni 2021 | juni 2021 | juni 2021   | juni 2021    | juni 2021    | juni 2021 | juni 2021 |
| Eastbourne        | maa 21    | din 22    | woe 23    | don 24      | don 24       | vrĳ 25       | zat 26    |           |
| ----------------- | --------- | --------- | --------- | ----------- | ------------ | ------------ | --------- | --------- |
| vrouwenenkelspel  | regen     | 1e ronde  | 2e ronde  | kwartfinale | kwartfinale  | halve finale | finale    |           |
| vrouwendubbelspel | regen     |           | 1e ronde  | 2e ronde    | 2e ronde     | halve finale | finale    |           |
| mannenenkelspel   | regen     | 1e ronde  | 2e ronde  | kwartfinale | kwartfinale  | halve finale | finale    |           |
| mannendubbelspel  | regen     |           | 1e ronde  | 2e ronde    | halve finale | finale       |           |           |

ATP-toernooi van Eastbourne – WTA-toernooi van Eastbourne

2009 · 2010 · 2011 · 2012 · 2013 · 2014 · 2015 · 2016 · 2017 · 2018 · 2019 · 2020 · 2021 · 2022 · 2023 · 2024